# Millersburg (Ohio)
Pour les articles homonymes, voir Millersburg.
Millersburg est le siège du comté de Holmes, situé dans l'État de l'Ohio, aux États-Unis. Située à 106 km au sud de Cleveland, la ville est au cœur du pays Amish de l'Ohio. En 2020, sa population est de 3 151 habitants.

## Historique
Thomas Haskins est le premier colon à s'installer sur le territoire de la ville, au printemps 1819. Fin 1820, une cabane est érigée au nord-est de la localité pour servir d'école, ce sera la première de la ville. Durant cet hiver, le révérend Harper, pasteur presbytérien, y prêche et c'est le premier sermon prononcé à Millersburg. Le 8 avril 1824, Andrew Johnston et Charles Miller déposent un plan pour la ville actuelle de Millersburg. La « Nouvelle Ville », comme on l'appelait, est située au sud-est de la ville d'origine de Millersburg (la Vieille Ville). Lorsque Millersburg est accepté comme siège du comté de Holmes nouvellement formé, la localité commence alors à prospérer...

## Démographie
Selon le recensement de 2020, la population de Millersburg est de 3 151 habitants.